# Sorocaba
Sorocaba es un municipio brasileño ubicado en el estado de São Paulo. Es el cuarto municipio más poblado de dicho cantón estado, precedido de Campinas, São José dos Campos y Ribeirão Preto, y el más poblado de la región sur de São Paulo, con una población de 753.117 habitantes, estimada por el IBGE en el año 2021. El área metropolitana de Sorocaba se compone de 26 municipios, comprendiendo un total de aproximadamente 1,89 millones de habitantes, es la cuarta más grande en el estado, después de la región metropolitana de Sao Paulo, el región metropolitana de Campinas y la región metropolitana del Valle de Paraíba y la Costa Norte. Tiene una superficie de 450.38 kilómetros cuadrados se integra el municipio. Junto con el Paulo Región Metropolitana de São de Campinas y Baixada Santista, se encuentra el complejo Metropolitana Ampliada, una megalópolis que más de 30 millones de dólares (alrededor de 75% de la población de Sao Paulo) y es la primera área urbana de su tipo en el hemisferio sur.
En los últimos doce años, la ciudad ha sido objeto de varios proyectos de urbanización, llegando a ser hoy una de las diez ciudades más bellas del estado de Sao Paulo. Sorocaba recibido urbanización de calles y avenidas, la preparación para el intenso tráfico que recibe a diario, principalmente los vehículos de otras ciudades (Sorocaba microrregión). La ciudad es un importante centro industrial de Sao Paulo y Brasil. La ciudad cuenta con ciento seis kilómetros de carriles bici creado las avenidas principales de la ciudad, y se puede cruzar solo uso de la bicicleta como medio de transporte. Sorocaba cuenta desde 2012 con un sistema de bicicletas compartidas llamada Integrabike, similar a las ciudades europeas de Barcelona, Lisboa y París. A mediados de 2010, se presentó la segunda mayor red de ciclismo en Brasil, solo superada por Río de Janeiro.
Es la quinta ciudad más grande en el desarrollo económico del Estado de São Paulo y su producción industrial llega a más de 120 países, alcanzando un PIB de R $ 16.12 mil millones. Las principales bases de su economía son los sectores de la industria, el comercio y los servicios, con más de 22 000 empresas instaladas, más de dos mil de estas industrias. Las áreas productivas de Sorocaba y Campinas eran los principales responsables de la descentralización industrial en la región metropolitana de São Paulo entre 2000 y 2010. el hallazgo proviene de un estudio realizado por la Fundación Sistema Estadual de Análisis de datos (SEADE), que también muestra que el eje que conecta las dos ciudades es responsable de 33,5% de producto interno bruto (PIB) del estado industrial de São Paulo y el 11.2% del país.
Es la octava ciudad brasileña y el cuarto estado del mercado de consumo fuera del Gran São Paulo, con un potencial de consumo per cápita anual estimado en $ 2400 para la población urbana y $ 917 para los rurales (7200 personas) y la ciudad brasileña 29 con el mayor potencial para el consumo. Sin embargo, es la cuarta ciudad más grande de São Paulo para recibir nuevas inversiones y uno de los más grande del país, situándose en la lista de treinta ciudades, que generan más puestos de trabajo en Brasil
Ubicada cerca del Peabiru, antiguo camino indígena entre el océano Atlántico y la región de los Andes, la ciudad fue fundada en 15 de agosto de 1654 como un pequeño pueblo, por el capitán brasileño Baltasar Fernandes. El 3 de marzo de 1661 recibió su primera Cámara Municipal. A partir del siglo XVIII fue sede de una importante feria de ganados vacunos y equinos que eran traficados mediante contrabando desde la Banda Oriental por la llamada Ruta del ganado, tal feria enriqueció a Sorocaba.

## Clima
Sorocaba cuenta con un clima tropical húmedo. Durante el verano, los días son muy calurosos y las noches las temperaturas son suaves. El invierno es suave, siendo julio el mes más frío y el más cálido febrero. La precipitación es de alrededor de 1300 mm por año. De acuerdo con la clasificación de Köppen, Sorocaba puede ser clasificado como tipo de clima predominante "Cfa", con clima subtropical caliente con lluvias en verano y la temperatura en el mes más caluroso ≥ 22 °C. Las heladas se producen esporádicamente en regiones más alejadas del centro, y la masa de aire polar acompañado de nubosidad excesiva a veces hacen que las temperaturas se mantienen bajas, incluso en la tarde. Tardes con temperaturas máximas que oscilan entre 14 °C y 16 °C son comunes, incluso durante el otoño y la primavera. Durante el invierno, se han producido varias tardes registra cuando la temperatura llegó a superar la marca de 10 °C. nevadas se produjo el 17 de julio de 1975 (el día de la famosa caída de nieve en Curitiba). Otros informes muestran nevadas en 1928, 1918, 1879 y en años anteriores.
La ciudad está situada a 87 km de la capital del Estado. Las carreteras principales son el Castelo Branco (SP-280) y Raposo Tavares (SP-270). Es atravesado por el río Sorocaba, un afluente de la margen izquierda del río Tiete. El municipio de Sorocaba se encuentra en el Trópico de Capricornio, para la temporada 2011, a través de los distritos de São Bento y Aparecidinha Park. En el cruce de la autopista José Ermírio de Morais (SP-75, Little Castle) con interconexión a la carretera Raposo Tavares Dr. Celso Charuri (SP-91/270) hay un hito de señalización del Trópico.

## Geografía
El relieve se clasifica como ondulado, caracterizada por pendientes y altas montañas, con una altitud media de 632 metros respecto al nivel del mar. La altura máxima es de 1028 metros, en las cabeceras del río Pirajibu, Sierra de San Francisco, cerca de aluminio. La elevación más baja es de 539 metros en el valle de Río Sorocaba. En términos geomorfológicos, Sorocaba se encuentra en el borde de la Depresión Periférica Paulista, en la línea de los Apalaches de otoño, como se define por el Prof. Aziz Ab'Saber. Esta configuración se debe al hecho de que Sorocaba está situado en la frontera entre la Meseta Atlántico, que comprende rocas cristalinas de dominio, con relieves más altos y las rocas de la cuenca sedimentaria Paraná con relieve más ondulado y elevaciones más bajas. El río Sorocaba y su cuenca son responsables de la disección alivio.
La vegetación natural original era bosque atlántico, con la montaña de las zonas de bosque denso. Domina la vegetación de cerrado y secundaria en diversas etapas de la sucesión (cooperativas).

### Hidrografía
La ciudad está situada en la cuenca del río Sorocaba, con una superficie de 5.269 km². El río Sorocaba está formado por los ríos Sorocabuçu y Sorocamirim. Sus cabeceras se encuentran en los municipios de Ibiúna, Cotia, Vargem Grande Paulista y São Roque. Tiene una extensión de 227 km y es el mayor y principal afluente de la margen izquierda del río Tietê, desembocando en el municipio de Laranjal Paulista.
El río Sorocaba atraviesa el área del municipio de Sorocaba en sentido sur-norte, acompañado en gran parte por caminos marginales. En la margen derecha, los afluentes más importantes son Água Podre, Tavacahi, Taquaravari y Pirajibu, el mayor de ellos; En la margen izquierda los afluentes son el Supiriri, Córrego Fundo, Caguassu, Olaria, Itanguá, Ipanema, Sarapuí, Pirapora y Tatuí.
La mayor fuente de agua de la región de Sorocaba es el embalse de Itupararanga, también conocido como Represa de Luz, cuya presa fue construida en el cañón del río Sorocaba, en la Serra de São Francisco. El área de la presa está protegida por la APA de la presa Itupararanga.
En términos de aguas subterráneas, las características geológicas de la región de Sorocaba incluyen los sistemas acuíferos Cristalino, en las rocas del basamento, y Tubarão, en las rocas sedimentarias del Grupo Itararé de la Cuenca del Paraná.

## Demografía
La población de Sorocaba estimada por el IBGE el 1 de julio de 2015 representaba 751,081 habitantes. La densidad de población fue de 1 431.94 hab./km² (densidad medida en el Censo 2010 fue de 1 304.18). En comparación con 2010, hubo un crecimiento de la población de alrededor de 10%. En 2010, las mujeres eran la mayoría, con el 51.1 % del total. En números absolutos, eran 321611 mujeres y 308014 hombres. Había en 2010, gran predominio de la población urbana en Sorocaba, con solo el 1% de la población (5970 habitantes) que viven en el campo, frente a 702.655 en el área urbana.
Entre las ciudades más grandes de Brasil, Sorocaba está en trigésimo segundo lugar. Ya entre las ciudades más grandes de Sao Paulo, Sorocaba se encuentra en el noveno lugar. En la actualidad, la población aún respecto, Sorocaba es mayor que nueve capitales.

## Colonia española
La ciudad de Sorocaba cuenta con una numerosa e importante colonia de españoles, en su mayoría andaluces. Un importante miembro de esta colectividad es el exfutbolista Mario Pérez Ulibarri.
La mayor colonia extranjera en Sorocaba es la española. La numerosa e importante colonia española de Sorocaba también se considera la colonia española más grande de Brasil, compuesta por 25 mil ciudadanos españoles y más de 200 mil descendientes hispanos, en su mayoría andaluces. Los españoles comenzaron a llegar a Sorocaba en masa alrededor de 1885. La primera presencia documentada es la de António Rodríguez, quien llegó ese año, trabajando en la granja del coronel José Prestes de Barros; tierras que luego darían lugar al barrio de Além Ponte. Con el tiempo, la colonia se volvió bastante expresiva, superando a la de los portugueses. Entre las familias aristocráticas españolas que llegaron a la ciudad, se encuentran la familia Ramires (Ramírez), de Andalucía; Corbalán de Aragón y Martínez, de Almería. Los barrios de Vila Hortência y Barcelona fueron formados por la comunidad española. Su influencia también es evidente en el deporte local, a través del Clube Atlético Barcelona ; en la economía, con varias empresas y negocios en la ciudad fundados y mantenidos por familias de origen español y en política, con la presencia de muchos políticos de origen español. En las elecciones municipales de Sorocaba en 2016 , el alcalde electo, Caldini Crespo y siete de los veinte concejales elegidos eran de origen hispano.

## Ciudades hermanadas
Sorocaba mantiene un hermanamiento de ciudades con:
- Anyang, Gyeonggi, Corea del Sur.
- Nanchang, Jiangxi, República Popular de China.
- Wuxi, Jiangsu, República Popular de China.